# Odescalchi
Odescalchi, Erba Odescalchi – bogata i wpływowa włoska rodzina patrycjuszowska, wywodząca się z Como. Należy do nich m.in. Palazzo Odescalchi w Rzymie oraz zamek w Bracciano. Główna linia rodu nosi tytuły książęce takie jak Principi di Bassano czy Duchi di Bracciano. Wielu członków rodu było dostojnikami Kościoła rzymskokatolickiego.

## Osobistości
- Pietro Giorgio Odescalchi (zm. 1620), biskup Alessandrii (1596-1610) oraz Vigevano (od 1610)
- Livio Odescalchi (zm. 1622), bankier wenecki, ojciec papieża Innocentego XI
- Benedetto Odescalchi (1611-1689), kardynał od 1645, biskup Novary (1650-1656), papież Innocenty XI (od 1676), ogłoszony błogosławionym przez papieża Piusa XII
- Giulio Maria Odescalchi (zm. 1666), biskup Novary (od 1656), brat Innocentego XI
- Livio Odescalchi (1658-1713), kandydat do tronu polskiego podczas elekcji 1697, bratanek Innocentego XI
- Benedetto Erba Odescalchi (1679-1740), kardynał (od 1713), arcybiskup Mediolanu
- Antonio Maria Erba Odescalchi (1712-1762), kardynał (od 1759), arcybiskup tytularny Nicei
- Carlo Odescalchi (1785-1841), jezuita, kardynał (od 1823), arcybiskup Ferrary
- Baldassare Ladislao Odescalchi (1844-1909), polityk